# Orsans (Aude)
Orsans é uma comuna francesa na região administrativa de Occitânia, no departamento de Aude. Estende-se por uma área de 9,94 km². Em 2010 a comuna tinha 106 habitantes (densidade: 10,7 hab./km²).